# Smith & Wesson Triple Lock
O Triple Lock, oficialmente "Smith & Wesson .44 Hand Ejector 1st Model New Century", é um revólver de ação dupla (DA). Foi e é considerado por muitos, incluindo o entusiasta de armas e especialista Elmer Keith, como o melhor revólver já feito.
Seu nome popular, Triple Lock, se refere ao terceiro terminal de trava extra no mecanismo de tombamento do cilindro. Esse mecanismo de travamento extra foi considerado necessário devido ao aumento da potência do cartucho .44 Special (um .44 Russian alongado e "pai" do .44 Magnum), que estreou no revólver Triple Lock.